# Licofró II de Feres
Licòfron II de Feres (grec antic: Λυκόφρων, llatí: Lycophron) fou un tirà de Feres, fill probablement de Jàson de Feres.
Era germà de Tebe, una de les dones d'Alexandre de Feres. Licòfron va prendre part en la mort d'Alexandre, junt amb la seva germana i els altres dos germans, Tisífon i Pitolau. A la mort d'Alexandre sembla que el poder principal va passar a mans de Tisífon però Diodor de Sicília diu que Tisífon i Licòfron van exercir junts la tirania amb ajut d'una força de mercenaris, i es van mantenir en el poder per la seva crueltat i violència, cosa que també diu Xenofont.
El 352 aC Tisífon ja havia mort i es creu que Licòfron ja governava sol, i llavors Filip II de Macedònia va envair el país a petició dels alèvades. Licòfron va rebre ajut dels focis dirigits per Fail·le, que no va tenir gaire èxit, i després per Onomarc, amb millor sort, ja que va derrotar a Filip en dues batalles i el va rebutjar cap a Macedònia.
No va tardar Filip a tornar a entrar a Tessàlia i aquesta vegada Onomarc va ser derrotat i mort. Licòfron i el seu germà Pitolau, sense recursos, van rendir Feres a Filip, i es van retirar de Tessàlia amb 2000 mercenaris per unir-se als aliats foceus sota Fail·le. Una cita d'Aristòtil, feta amb sarcasme, diu que no van donar els seus serveis de franc.
Licòfron va seguir com a cap mercenari algun temps. En les hostilitats entre Esparta i Megalòpolis, l'any 352 aC, hi havia entre les forces espartanes 150 soldats de la cavalleria de Tessàlia, que havien estat expulsats de Feres amb Licòfron i Pitolau. No es coneix la data de la seva mort. El 344 aC es va produir un darrer intent per recuperar el poder que no va reeixir.